# 解構主義

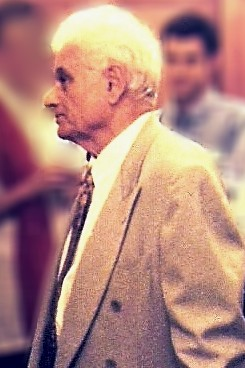
雅克·德里达

在歐陸哲學與文學批評中，解構主義（法語：déconstruction）是由法國後結構主義哲學家雅克·德里达所創立的批評學派。德希達提出了一種他稱之為解構閱讀西方哲學的方法。大體來說，解構閱讀呈現出文本不能只是被解讀成單一作者在傳達一個明顯的訊息，而應該被解讀為在某個文化或世界觀中各種衝突的體現。一個被解構的文本會顯示出許多同時存在的各種觀點，而這些觀點通常會彼此衝突。將一個文本的解構閱讀與其傳統閱讀來相比較的話，也會顯示出這當中的許多觀點是被壓抑與忽視的。
解构主义流派補完结构主义，解构主义认为结构没有中心，结构也不是固定不变的，而且是不稳定的。因此解构主义又被称为后结构主义。德里达认为文本没有固定的意义，作品的终极不变的意义是不存在的。
解構分析的主要方法是去看一個文本中的二元對立，並且呈現出這兩個對立的面事實上是不可能完全分離的，而且也不是以任何固定或絕對的形式存在著的。
解構主義在學術界與大眾刊物中都極具爭議性。在學術界中，它被指控為虛無主義、寄生性太重以及太過瘋狂。而在大眾刊物中，它被當作是學術界已經完全與現實脫離的一個象徵。儘管有這些爭議的存在，解構主義仍舊是一個當代哲學與文學批評理論裡的一股主要力量。

## 定義的困難
在西方哲學中，很難為解構主義下定義。馬丁·海德格爾很可能是第一個用這個字眼的人（與尼采式毀壞作對比），雖然我們在英語世界中認識的「解構主義」是一連串翻譯後的元素（由海德格爾至雅克·德里达），而且很多人，包括加亚特丽·查克拉沃蒂·斯皮瓦克、保羅·德曼、芭芭拉·约翰逊、约瑟夫·希利斯·米勒等都曾經涉獵過這個範圍。
這些作家都抗拒用簡單的字句來定義它。德希達被問及解構主義的意思時，他這麼說：「對於這個問題，我沒有簡單而公式化的答案。我的所有文章都是寫來避開這種令人恐懼的問題。」（德希達，1985）解構主義的意思涉及許許多多的混淆——究竟是一個思想的學派，一種閱讀事物的方法（很多人在嘗試公式化的定義它時都選擇這種解釋），或者，有些人稱它為「文本物體」（一個在德希達的話中暗示的意思）——而且在嘗試限定它的時候，可以決定聽取那一個來源的說法。
很多人寫了很多東西去定義解構主義，或解釋為何界定解構主義的嘗試會失敗。很多這樣的文本（包括那些被認為是解構主義者的批評家）都晦暗艱澀，而且很難總結出來。另一方面，有一種家庭工業就是向那些希望了解解構主義，或定義解構主義的人與不想看原本的人（無論他們的了解程度）解釋這個名詞。

## 陽物中心主義以及對二元對立的批判
解構主義的中心思想是對啟蒙計劃及形而上學的激烈批判，尤其是對柏拉圖、盧梭、胡塞爾等哲學家的立派文章，還有其他類型的文章，譬如文學作品。

## 文本與解構
解构主义更像一种文本分析法。文本如同洋葱，我们要如同剥洋葱一般，将文本的意义一层一层地剥开，才能得到文本背后的真实（注意，这个真实是可知的）。由于解构主义更接近于一种文本分析方法，因而在近代翻译研究中占有独特的地位，解构主义影响翻译理论的结果是解构主义翻译理论流派的创立。

## 解構的術語

### 延異
延異（Différance）有兩層意義：一，是向外「擴散」；二，是「延宕」，即語言的意義最終都不可獲得。意義只能是一個不斷各外擴散的過程。意義的隨意性、零亂性、不完整性不斷地拆解形而上學的中心和本源，並且拒絕成為新的中心和本源。意義不斷地生成、轉換，又不斷消失，最終消解了意義的本身。中心的消解就意味著取消意義，意義的延異就否定了世界上存在著终極不變的意義。

### 蹤跡
蹤跡一詞描述延異的動態過程，蹤跡指經過磨損而殘留下來的痕跡，他若隱若現，既指向此前的狀態，又指向此後的傾向，卻對自己打上問號。文本是一種意義和詞語在其中不斷被抹除、不斷留下痕跡，其終極目標卻永遠處於變動和不穩定之中的過程。

## 對解構的批評
當被問及“什麼是解構主義？”德里達回答說，“我這個問題沒有簡單的回答。我所有的文章都試圖把它帶出比這更可怕的問題”。德里達認為，解構必然是複雜的，難以解釋，因為它積極地批評了需要用語言來解釋一切。

### 缺乏實用性
1. 過度強調尊重個人獨特性，而缺乏共識的追求。
2. 因批判性質的立場，造成不重視歷史深度，無法顯示具體的理想性格。
3. Anything goes的觀點容易導致研究僅強調實用性，而缺乏嚴謹的研究態度和方法。
4. 有反專業、反理性甚至反教育的潛在危機。

## 其他主題
- 解構主義建築
- 後結構主義
- 後現代主義
- 社會建構主義

## 引用和注釋
1. ↑  曾艷兵《東方後現代》，1996，桂林：廣西師範大學出版社。

## 外部連結
- Johns Hopkins Guide to Literary Theory and Criticism （页面存档备份，存于）
- How to Deconstruct Almost Anything--My Postmodern Adventure （页面存档备份，存于）; Chip Morningstar. (Deconstruction from the point of view of a computer engineer.)
- Ten ways of thinking about deconstruction; Willy Maley. (Deconstruction made real short.)
- Deconstructing Deconstructionism[永久] by Robert Locke, a politically conservative commentator.